# وريث مفترض

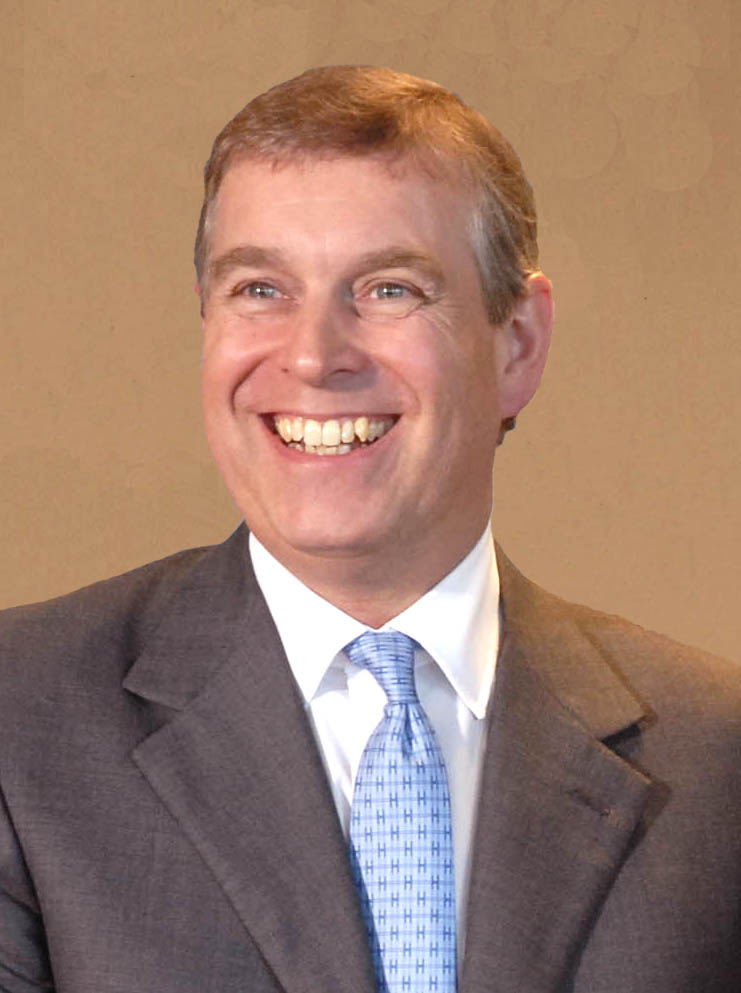

وريث مفترض أو وريثة مفترضة وهو الشخص الذي يحق له أن يرث العرش، رتبة النبلاء، أو غيره من الشرف الوراثي، ولكنه أُزيح عن هذا المنصب بسبب ولادة وريث واضح، ذكراً أو أنثى، أو بسبب ولادة وريث مفترض جديد مع موقف مطالبة أفضل لهذا المنصب. عموماً هذا الموقف يخضع للقانون و/أو الأتفاقيات التي قد تغير من يحق له أن يكون الوريث المفترض.